# Чарльз Грей
Чарльз Грей, 2-й граф Грей (Charles Grey, 2nd Earl Grey; 13 березня 1764 — 17 липня 1845) — видатний британський політик, член партії вігів, 26-й прем'єр-міністр Великої Британії з 1830 до 1834 року.

## Біографія
Син заслуженого військового діяча, генерала Чарльза Грея, 1-го графа Грея, якому у 1806 році було надано графський титул. Чарлз того самого року зайняв пост Першого лорда Адміралтейства. Учень Шерідана й Чарльза Фокса, після смерті якого став партійним лідером й отримав портфель міністра закордонних справ. Наступні 23 роки перебував в опозиції.
У 1830 році змінив герцога Веллінгтона на посаді прем'єр-міністра Великої Британії. Домігся скасування работоргівлі у Британській імперії. У 1832 році провів кардинальну виборчу реформу, яка змінила обличчя політичної системи Великої Британії. У виробленні і впровадженні цієї реформи добре проявив себе зять Чарлза Грея Джон Ламбтон, 1-й граф Дарема. У 1834 році Чарлз Грей відійшов від великої політики.

## Цікаві факти
- Просуванню Грея в партії вігів сприяв його роман із герцогинею Девонширською, що змальовано у кінострічці «Герцогиня».
- Лорд Грей щоденно листувався зі своєю коханою Доротеєю Лівен; по його смерті вдова прем'єр-міністра опублікувала це листування.
- На честь Грея названо популярний чай з бергамотом — «Ерл Грей».
- Онук Грея Альберт у 1904-11 роках служив генерал-губернатором Канади.